# Leptobrachium gunungense
Espèce
Synonymes
- Leptobrachium gunungensis Malkmus, 1996

Statut de conservation UICN

 LC  : Préoccupation mineure
Leptobrachium gunungense est une espèce d'amphibiens de la famille des Megophryidae.

## Répartition
Cette espèce est endémique de l'État de Sabah en Malaisie orientale, dans le Nord de Bornéo. Elle se rencontre sur le mont Kinabalu, entre 1 750 et 2 200 m d'altitude,.

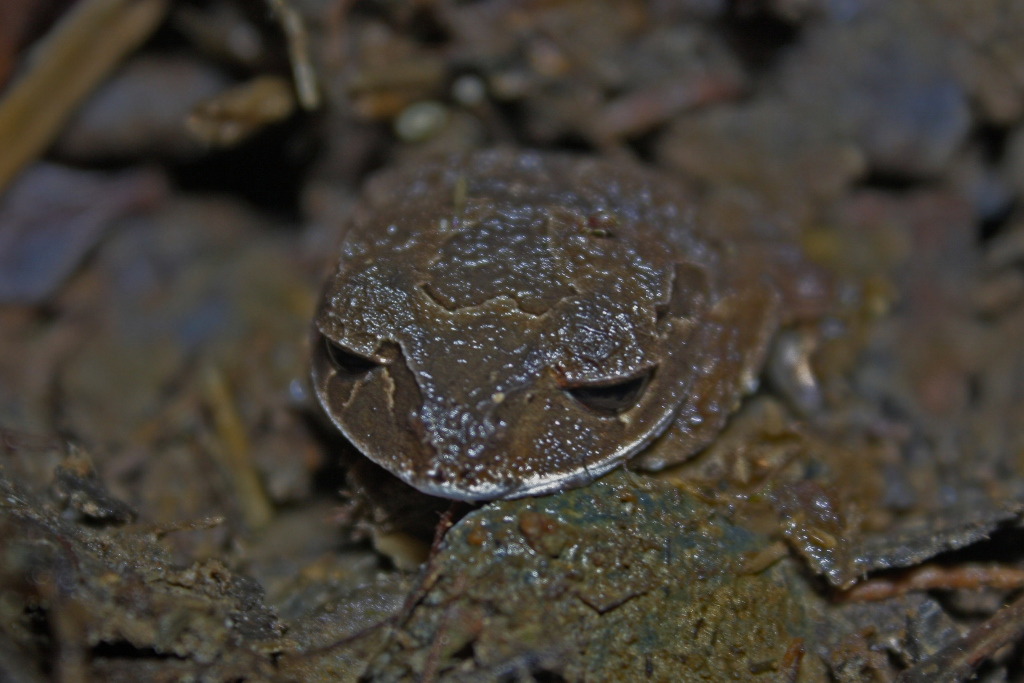

## Étymologie
Son nom d'espèce, du malaisien gunung qui signifie « montagne » et du suffixe latin -ense, « qui vit dans, qui habite », lui a été donné en référence au lieu de sa découverte, le mont Kinabalu.

## Publication originale
- Malkmus, 1996 : Leptobrachium gunungense sp. n. (Anura: Pelobatidae) vom Mount Kinabalu, Nord-Borneo. Mitteilungen aus dem Zoologischen Museum in Berlin, vol. 72, p. 297-301.